# Motschulskium sinuatocolle
Motschulskium sinuatocolle är en skalbaggsart. Motschulskium sinuatocolle ingår i släktet Motschulskium och familjen fjädervingar. Inga underarter finns listade i Catalogue of Life.